# Filasse
Pour les articles homonymes, voir Filasse (homonymie).

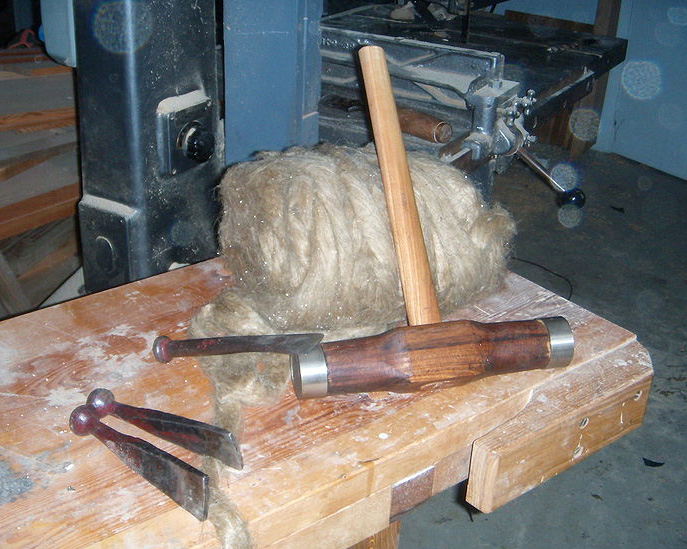
Illustration.

La filasse est le nom commun donné aux fibres végétales (sisal, jute, chanvre).
Celles-ci peuvent être utilisées comme armatures d'un élément moulé en staff.
En plomberie ou en fontainerie, la filasse de lin associée à de la pâte à joints ou autre mastic, est utilisée pour assurer l'étanchéité des raccords (raccords à visser, etc.), en particulier sur les tubes acier.
En charpenterie maritime, associée à un mastic, elle sert au calfatage des coques.
En corderie, la fillasse est peignée, filée, puis toronnée. Les torons sont enfin assemblés et tordus en cordes, grâce au touret à corder et à la machine à corder.